# اچ‌دی ۱۵۶۳۳۱
اچ‌دی ۱۵۶۳۳۱ یک ستاره است که در صورت فلکی آتشدان قرار دارد.